# Atamisqui megye
Atamisqui egy megye Argentína északi részén, Santiago del Estero tartományban. Székhelye Villa Atamisqui.

## Népesség
A megye népessége a közelmúltban a következőképpen változott:
| Év   | Lakosság |
| ---- | -------- |
| 2001 | 9791     |
| 2010 | 10 923   |